# Йордан Леов
Йорда́н Ле́ов (мак. Јордан Леов, болг. Йордан Леов; *29 серпня 1920, Велес, Королівство сербів, хорватів і словенців, тепер Північна Македонія — †20 вересня 1998, Скоп'є, Македонія) — македонський письменник великої і малої прози та драматург.

## З біографії
Йордан Леов народився 29 серпня 1920 року у місті Веелесі. Вчився в Софійському та Белградському університетах (право).
Учасник Народно-визвольної війни 1941—45 років під час Другої світової війни.
Почав літературну діяльність як драматург ще в партизанських походах (одноактівки «Перший копач», «Святий Ілля й святий осел», 1949).
Йордан Леов працював заступником генерального прокурора Македонії. Прозаїк був членом Спілки письменників Македонії від 1952 року.
Помер 20 вересня 1998 року в столиці вже незалежної македонської держави місті Скоп'є.

## З творчості
Творчість Йордана Леова відображає актуальні для його часу історичні й соціальні процеси, пройнята психологізмом.
Бібліографія:
- «Дужчий за смерть» („Посилни од смртта“, оповідання, 1952);
- «Велес у Народно-визвольній боротьбі: велеські партизанські загони» („Велес во НОБ: велешките партизански одреди“, у співавторстві з Ніколою Кірковим, 1952);
- «Глибока рана» („Длабока рана“, оповідання, 1953);
- „Побратими“ (роман, 1956);
- «Вихор» („Виор“, роман, 1957);
- «Зниклий світ» („Исчезнат свет“, оповідання для дітей, 1957);
- «Ясмин у квіту» („Расцветан јасмин“, драма, 1957);
- «Глухі світанки» („Глуви мугри“, роман, 1960);
- «Мак» („Афион“, роман, 1963);
- «Антологія болю» („Антологија на болката“, романізована біографія, 1968);
- «Лихий сон» („Лош сон“, повість для дітей, 1972).

Українською мовою оповідання Йордана Леова «Біла смерть» переклав Андрій Лисенко (увійшло до збірки «Македонська новела», яка вийшла 1972 року в серії «Зарубіжна новела» і за яку перекладач отримав міжнародну премію «Золоте перо»).